# Alto de Vega Rica
Alto de Vega Rica är en ort i Mexiko.   Den ligger i kommunen Tempoal och delstaten Veracruz, i den sydöstra delen av landet, 260 km norr om huvudstaden Mexico City. Alto de Vega Rica ligger 39 meter över havet och antalet invånare är 180.
Terrängen runt Alto de Vega Rica är platt. Runt Alto de Vega Rica är det ganska glesbefolkat, med 34 invånare per kvadratkilometer. Närmaste större samhälle är Tempoal de Sánchez, 14,4 km söder om Alto de Vega Rica. Omgivningarna runt Alto de Vega Rica är en mosaik av jordbruksmark och naturlig växtlighet.